# Manoir de Longouët
Le manoir de Longouët est un édifice situé à Guer en France.

## Localisation
Le manoir est situé sur le territoire de la commune de Guer, au lieu-dit Longouët, dans le département du Morbihan en région Bretagne.

## Description
Le manoir date du XVIe siècle. Édifice à un étage carré, construit en appareil mixte de moellons sans chaîne en pierre de taille de calcaire et de schiste. Toiture recouverte d'ardoises, pignon couvert. Escalier hors-œuvre : escalier à vis.

## Historique
Le manoir est inscrit à l'inventaire général du patrimoine culturel.